# Tunel w Żlebie z Bramką
Tunel w Żlebie z Bramką (Niżni Tunel) – jaskinia w Dolinie Kościeliskiej w Tatrach Zachodnich. Wejście do niej położone jest w Żlebie z Bramkami stanowiącym boczne odgałęzienie żlebu Głębowiec, w zboczu Kominiarskiego Wierchu, na wysokości 1255 m n.p.m. Długość jaskini wynosi 15 metrów, a jej deniwelacja 3,5 metra.

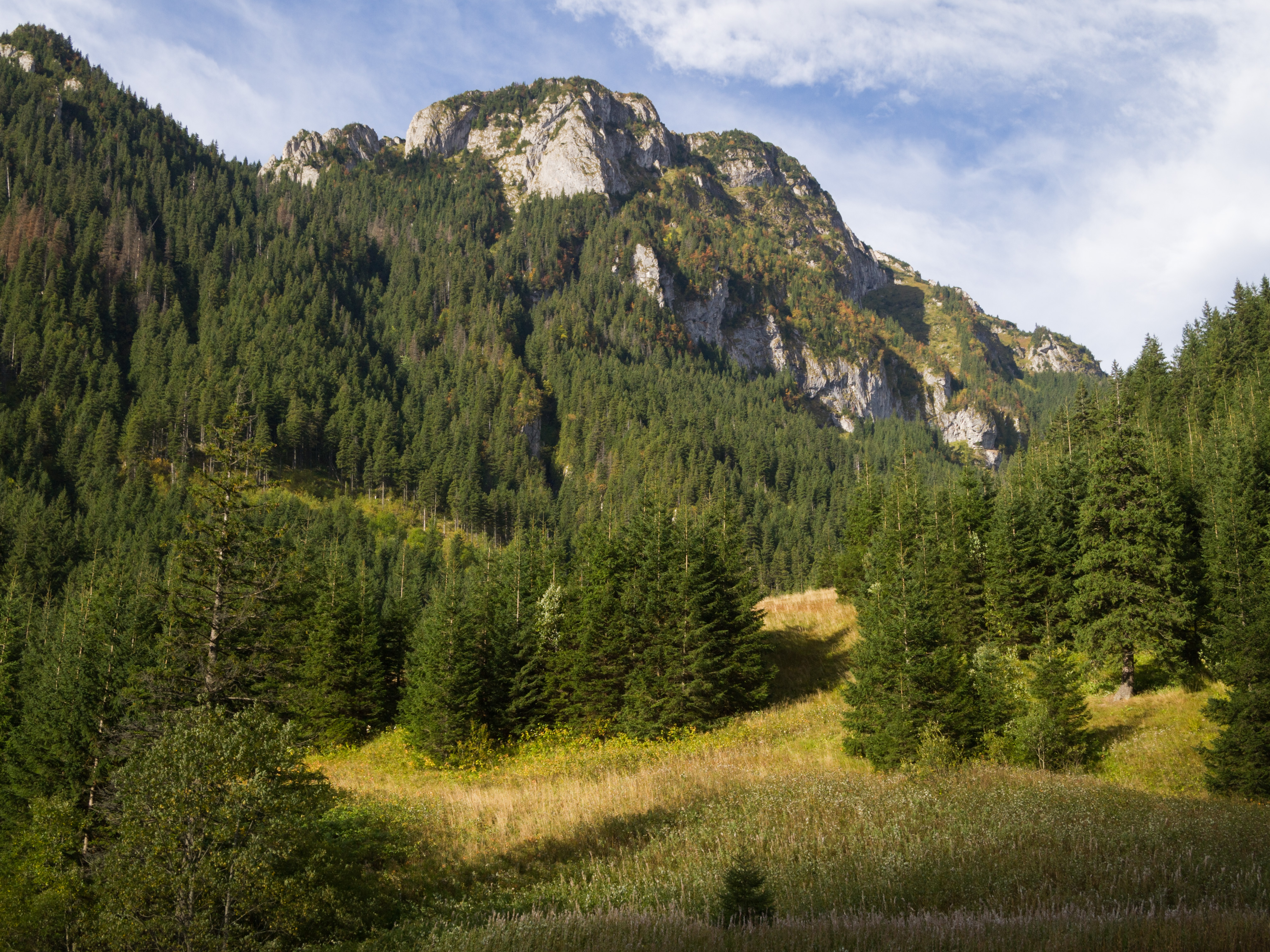
Na lewo od Raptawickiej Grani wśród lasu żleb Głębowiec

## Opis jaskini
Jaskinię stanowi korytarz zaczynający się w długiej niszy stanowiącej otwór wejściowy i po paru metrach rozdzielający się na trzy krótkie ciągi. Dwa z nich to kominki idące do powierzchni, trzeci to korytarzyk kończący się zawaliskiem.

## Przyroda
W jaskini brak jest nacieków. Ściany są suche. Roślinność występuje tylko w niszy.

## Historia odkryć
Jaskinię prawdopodobnie odkrył W. W. Wiśniewski, który w latach siedemdziesiątych XX wieku badał zbocza Kominiarskiego Wierchu.